# Broughton (Flintshire)
Broughton is een plaats in Wales, in het bestuurlijke graafschap Flintshire en het ceremoniële behouden graafschap Clwyd, net ten westen van Chester aan de grens tussen Engeland en Wales.
Bij de plaats ligt Hawarden Airport waar zich een grote vliegtuigfabriek bevindt. Deze opende in 1939 en was in gebruik door Vickers-Armstrongs wat er de Vickers Wellington bommenwerper bouwde. De fabriek werd in 1948 overgenomen door De Havilland wat er verschillende modellen bouwde. Tegenwoordig worden er vliegtuigen voor Airbus gemaakt. Airbus UK Broughton FC is de lokale voetbalclub.

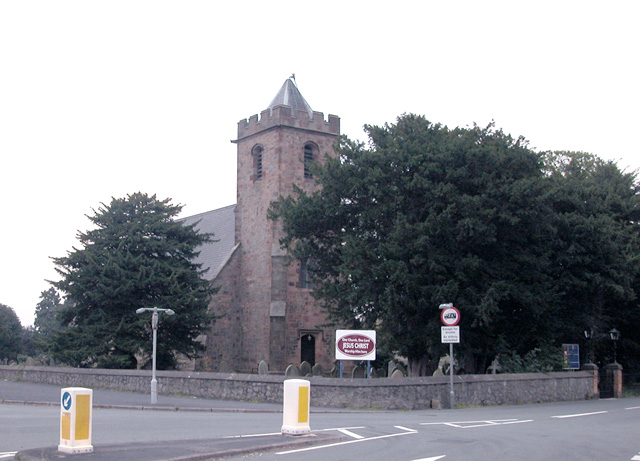
De St Mary's kerk